# Kid Icarus: Uprising
Kid Icarus: Uprising, conhecido no Japão como Shin Hikari Shinwa: Parutena no Kagami (新・光神話 パルテナの鏡), é um jogo para o Nintendo 3DS desenvolvido pelo Sora Ltd. e publicado pela Nintendo. É o terceiro jogo da série Kid Icarus, que não recebia um jogo novo desde 1991. Ele será uma sequela de Kid Icarus: Of Myths and Monsters. 19 anos de espera e o novo jogo da franquia finalmente é anúnciado em um trailer apresentado na E3 2010, onde Pit aparece voando alegremente dizendo "Sorry to keep you waiting" (desculpe por mantê-lo esperando).

## História
Kid Icarus Uprising é uma sequência direta ao jogo clássico NES, e ocorre 25 anos após o Kid Icarus original. O enredo é, na verdade dividido em dois arcos de história, o primeiro dos quais dispõe a batalha contra Medusa e seus asseclas de retorno, enquanto a segunda narra a ameaça dos deuses, Hades e Viridi contra a raça humana. No primeiro arco da história, Medusa foi revivida, e mais uma vez tenta erradicar os mortais, enquanto busca vingança contra Pit e Palutena. Ao ouvir essa notícia, Palutena convoca seu servo mais leal, Pit, para parar Medusa e seu Exército do Submundo, e restaurar a paz na Terra dos Anjos mais uma vez. Ao longo do caminho, Pit deve lutar com todos os inimigos clássicos e chefes que têm retornado do jogo original. Durante a segunda metade da história, Pit irá encontrar muitos personagens novos e inimigos na grande expansão do Universo de Kid Icarus, incluindo o verdadeiro antagonista principal, Hades. O modo história também é dividido em 25 capítulos separados, que representam cada fase.